# Frigga (opera)

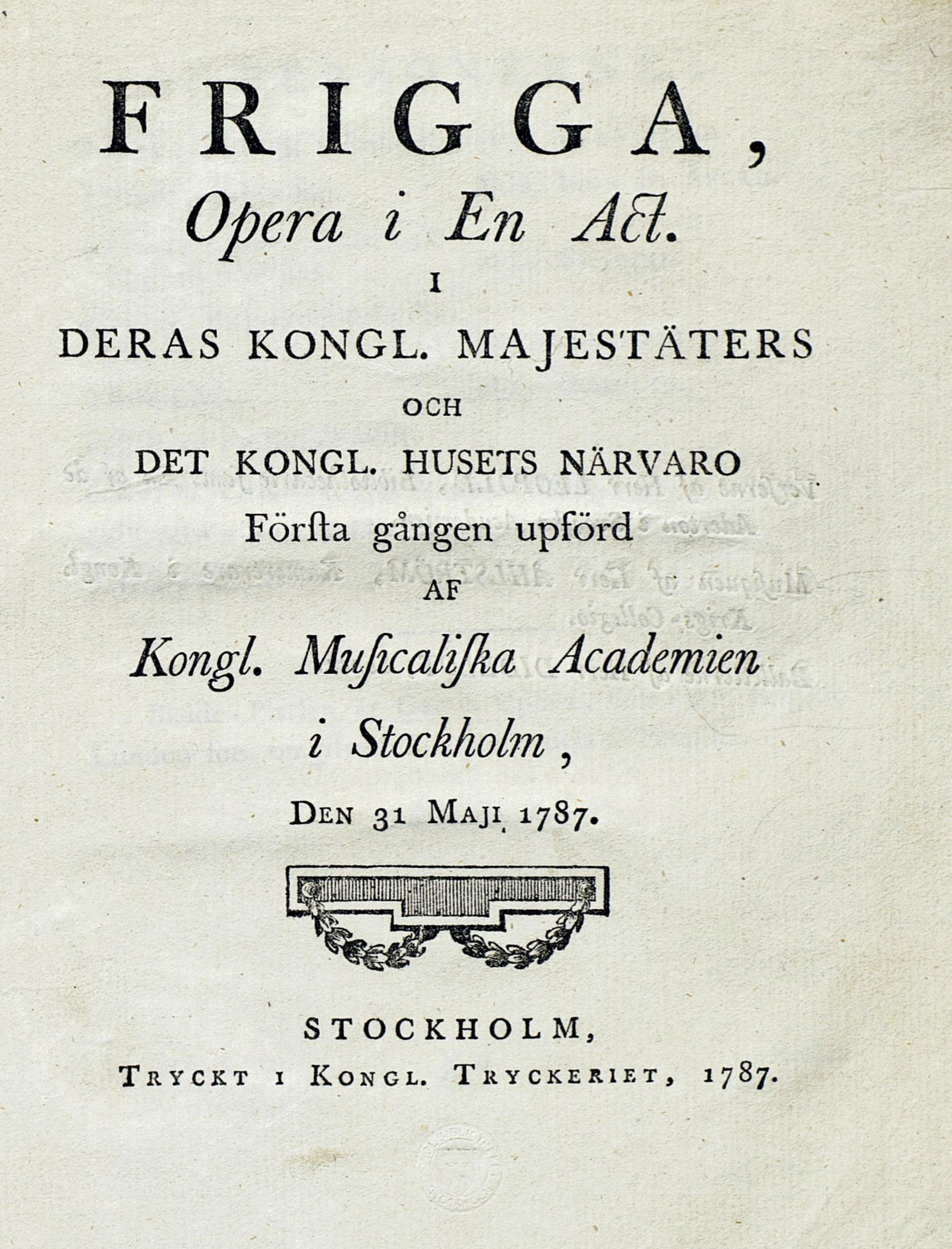
Titelsidan från en tryckt utgåva från 1787.

Frigga är en opera i en akt med musik av Olof Åhlström och libretto av Carl Gustaf af Leopold. Baletten gjordes av Charles Louis Didelot och musiken till baletten av Pierre Joseph Lambert. Operan uruppfördes 31 maj 1787 på Gustavianska operahuset i Stockholm och uppfördes ytterligare fem gånger fram till den 12 november 1792. Scenografin gjordes av Louis Jean Desprez.
Operan framfördes tre gånger under perioden 18-25 april 1803. Den annonserades då som ett lyriskt skådespel i två akter.

## Roller
| Roller                  | Stämma | Premiärbesättning den 31 maj 1787 (Dirigent: -) |
| ----------------------- | ------ | --- |
| Oden                    |        | Petter Svartling |
| Yngve                   |        | Inga Åberg |
| Frigga                  |        | Franziska Stading |
| Ejvor                   |        | Marie Louise Marcadet |
| Oraklet                 |        | F. Schultz |
| Prästinnor (kör)        | -      | Gemell, Ekenberg, Westberg, Åberg, Malmquist, Ryberg, Ficker och Erling. |
| Prästinnor (balett)     | -      | Christina Lind, Magdalena Svennerberg, Kumling, Östberg, Widing och Malmberg. |
| Landsfolk (kör)         | -      | Ebbe, Öberg, Brandströ, Djurberg, Berglund, Nordgren, Bougt, Blomberg, Westerberg och Sollenius. |
| Landsfolk (balett)      | -      | Charles Louis Didelot (danssolist), Giovanna Bassi (danssolist), Bjurman, Kullenberg, Sagnier, Swab, Dalén, Hamberg, Sophie Lind, Sneitz, Myrman, Neuman, Sundmark och Romme.                                  |
| Tärnor (kör)            | -      | Bartels, Erling, Grönström, Michal, Englund, Möller, Sjöberg och Holberg. |
| Tärnor (balett)         | -      | Duquenoi (danssolist), Ulrika Åberg (danssolist), Judith Christina Brelin (danssolist), Sus. Wetterberg, Sophie Lind, Sneitz, Lindrot, Hyphoff, Myrman, Öberg och Wibblingen.                                  |
| Sköldmör (kör)          | -      | Saefström, Wahlberg, Sylvest och Frantzon. |
| Sköldmör (balett)       | -      | G. C. Slottberg (danssolist), Uttini, Öberg, Raimond, Fredrika Svennerberg, Söderberg och Hyphoff. |
| Odens hovmän (kör)      | -      | Bergman, S. Holm, C. Bonn, Sporron och Rahm. |
| Odens hovmän (balett)   | -      | Antoine Bournonville (danssolist), Rosenlund, Kypeke, Berner, Rosengren, Österlund och Brandt. |
| Götiska stridsmän (kör) | -      | Lindblom, Savenius, Engvall, Björkman, G. Holm, Kryger, Wretling och Lundin. |
| Göter (balett)          | -      | Joseph Saint-Fauraux Raimond (danssolist), J. Alix (danssolist), G. Bergström, Öberg, Åberg, Spozzi, Åkerberg, Neiffander, Sus. Wetterberg, Magdalena Lind, Linrot, Christina Wetterberg, Wibbling och Spozzi. |
| Lappar (balett)         | -      | E. Jaernberg (danssolist), Margaretha Christina Hallongren (danssolist), Smedberg, Helena Sundström, Maria Sundström, Hjortsberg, Lindström och Wahlgren.                                                      |